# Interlands Turks voetbalelftal 1950-1959
Deze pagina toont een chronologisch en gedetailleerd overzicht van de interlands die het Turks voetbalelftal heeft gespeeld in de periode 1950 – 1959.

## Interlands

### 1950
|                                                                    |                                                                            |       |      |                                                                                          |
| 28 mei Vriendschappelijk № 37 «onderlinge duels» 17:30 uur (UTC+3) | Turkije                                                                    | 6 – 1 | Iran | Dolmabahçestadion, Istanbul Toeschouwers: 15.000 Scheidsrechter: Mohammed Al Sayed (EGY) |
| 28 mei Vriendschappelijk № 37 «onderlinge duels» 17:30 uur (UTC+3) | Reha Eken 16', 33', 38' Halit Deringör 21' Lefter Küçükandonyadis 48', 87' |       | ?    | Dolmabahçestadion, Istanbul Toeschouwers: 15.000 Scheidsrechter: Mohammed Al Sayed (EGY) |

|                                                                        |                                                      |       |               |                                                                                        |
| 28 oktober Vriendschappelijk № 38 «onderlinge duels» 15:00 uur (UTC+2) | Israël                                               | 5 – 1 | Turkije       | Maccabiahstadion, Tel Aviv Toeschouwers: 10.000 Scheidsrechter: Giuseppe Carpani (ITA) |
| 28 oktober Vriendschappelijk № 38 «onderlinge duels» 15:00 uur (UTC+2) | Itzhak Gambash 27' Yeoshua Glazer 41', 58', 71', 88' |       | 64' Reha Eken | Maccabiahstadion, Tel Aviv Toeschouwers: 10.000 Scheidsrechter: Giuseppe Carpani (ITA) |

|                                                                        |                                                                      |       |                         |                                                                                         |
| 3 december Vriendschappelijk № 39 «onderlinge duels» 14:30 uur (UTC+2) | Turkije                                                              | 3 – 2 | Israël                  | Dolmabahçestadion, Istanbul Toeschouwers: 35.000 Scheidsrechter: Giacomo Bertolio (ITA) |
| 3 december Vriendschappelijk № 39 «onderlinge duels» 14:30 uur (UTC+2) | Halit Deringör 41' İsfendiyar Açıksöz 64' Lefter Küçükandonyadis 85' |       | 36', 39' Yeoshua Glazer | Dolmabahçestadion, Istanbul Toeschouwers: 35.000 Scheidsrechter: Giacomo Bertolio (ITA) |

### 1951
|                                                                     |                                                          |       |                            |                                                                             |
| 10 juni Vriendschappelijk № 40 «onderlinge duels» 14:00 uur (UTC+1) | Zweden                                                   | 3 – 1 | Turkije                    | Råsundastadion, Solna Toeschouwers: 19.992 Scheidsrechter: Wolf Karni (FIN) |
| 10 juni Vriendschappelijk № 40 «onderlinge duels» 14:00 uur (UTC+1) | Herbert Sandin 57' Herbert Sandin 74' Arne Lundqvist 76' |       | 50' Lefter Küçükandonyadis | Råsundastadion, Solna Toeschouwers: 19.992 Scheidsrechter: Wolf Karni (FIN) |

|                                                                     |                    |       |                                    |                                                                                          |
| 17 juni Vriendschappelijk № 41 «onderlinge duels» 16:00 uur (UTC+1) | West-Duitsland     | 1 – 2 | Turkije                            | Olympiastadion, West-Berlijn Toeschouwers: 90.000 Scheidsrechter: Giuseppe Carpani (ITA) |
| 17 juni Vriendschappelijk № 41 «onderlinge duels» 16:00 uur (UTC+1) | Hans Haferkamp 75' |       | 5' Recep Adanır 85' Muzaffer Tokaç | Olympiastadion, West-Berlijn Toeschouwers: 90.000 Scheidsrechter: Giuseppe Carpani (ITA) |

|                                                                         |                     |       |        |                                                                                         |
| 14 november Vriendschappelijk № 42 «onderlinge duels» 14:30 uur (UTC+2) | Turkije             | 1 – 0 | Zweden | Dolmabahçestadion, Istanbul Toeschouwers: 25.000 Scheidsrechter: Giuseppe Carpani (ITA) |
| 14 november Vriendschappelijk № 42 «onderlinge duels» 14:30 uur (UTC+2) | Muhtar Tucaltan 58' |       |        | Dolmabahçestadion, Istanbul Toeschouwers: 25.000 Scheidsrechter: Giuseppe Carpani (ITA) |

|                                                       |         |                      |                |                                                                                     |
| 21 november Vriendschappelijk № 43 «onderlinge duels» | Turkije | 0 – 2                | West-Duitsland | Dolmabahçestadion, Istanbul Toeschouwers: 30.000 Scheidsrechter: Arthur Ellis (ENG) |
| 21 november Vriendschappelijk № 43 «onderlinge duels» |         | 56', 60' Max Morlock |                | Dolmabahçestadion, Istanbul Toeschouwers: 30.000 Scheidsrechter: Arthur Ellis (ENG) |

### 1952
|                                                                    |                           |       |                                                                 |                                                                                           |
| 1 juni Vriendschappelijk № 44 «onderlinge duels» 17:00 uur (UTC+2) | Turkije                   | 1 – 5 | Zwitserland                                                     | Ankara 19 Mayısstadion, Ankara Toeschouwers: 15.000 Scheidsrechter: Ermanno Silvano (ITA) |
| 1 juni Vriendschappelijk № 44 «onderlinge duels» 17:00 uur (UTC+2) | Garbis İstanbulluoğlu 78' |       | 19', 63' Ferdinando Riva 24', 76' Seppe Hügi 34' Lucien Pasteur | Ankara 19 Mayısstadion, Ankara Toeschouwers: 15.000 Scheidsrechter: Ermanno Silvano (ITA) |

|                                                                    |         |       |        |                                                                                         |
| 8 juni Vriendschappelijk № 45 «onderlinge duels» 17:00 uur (UTC+2) | Turkije | 0 – 0 | Spanje | Mithatpaşastadion, Istanbul Toeschouwers: 30.000 Scheidsrechter: Giuseppe Carpani (ITA) |
| 8 juni Vriendschappelijk № 45 «onderlinge duels» 17:00 uur (UTC+2) |         |       |        | Mithatpaşastadion, Istanbul Toeschouwers: 30.000 Scheidsrechter: Giuseppe Carpani (ITA) |

### 1953
|                                                                    |                 |       |                                |                                                                            |
| 25 mei Vriendschappelijk № 46 «onderlinge duels» 15:00 uur (UTC+1) | Zwitserland     | 1 – 2 | Turkije                        | Wankdorf, Bern Toeschouwers: 16.500 Scheidsrechter: Giuseppe Carpani (ITA) |
| 25 mei Vriendschappelijk № 46 «onderlinge duels» 15:00 uur (UTC+1) | Eugen Meier 14' |       | 21', 75' Garbis İstanbulluoğlu | Wankdorf, Bern Toeschouwers: 16.500 Scheidsrechter: Giuseppe Carpani (ITA) |

|                                                                    |                                     |       |                                    |                                                                                       |
| 5 juni Vriendschappelijk № 47 «onderlinge duels» 17:00 uur (UTC+2) | Turkije                             | 2 – 2 | Joegoslavië                        | Mithatpaşastadion, Istanbul Toeschouwers: 22.467 Scheidsrechter: Kostas Tsitsis (GRE) |
| 5 juni Vriendschappelijk № 47 «onderlinge duels» 17:00 uur (UTC+2) | Burhan Sargın 61' Fikret Kırcan 76' |       | 31' Zdravko Rajkov 88' Rajko Mitić | Mithatpaşastadion, Istanbul Toeschouwers: 22.467 Scheidsrechter: Kostas Tsitsis (GRE) |

|                                                                                 |         |       |        |                                                                                     |
| 11 december Mediterranean Cup 1953/57 № 48 «onderlinge duels» 14:00 uur (UTC+2) | Turkije | 0 – 1 | Italië | Mithatpaşastadion, Istanbul Toeschouwers: 22.693 Scheidsrechter: Albert Dusch (FRG) |
| 11 december Mediterranean Cup 1953/57 № 48 «onderlinge duels» 14:00 uur (UTC+2) |         | ?     |        | Mithatpaşastadion, Istanbul Toeschouwers: 22.693 Scheidsrechter: Albert Dusch (FRG) |

### 1954
|                                                                          |                                                                                  |       |                  |                                                                                        |
| 6 januari WK 1954 kwalificatie № 49 «onderlinge duels» 15:30 uur (UTC+1) | Spanje                                                                           | 4 – 1 | Turkije          | Estadio Chamartín, Madrid Toeschouwers: 110.000 Scheidsrechter: Raymond Vincenti (FRA) |
| 6 januari WK 1954 kwalificatie № 49 «onderlinge duels» 15:30 uur (UTC+1) | Venancio Pérez 12' Agustín Gaínza 48' Miguel González Pérez 49' Rafael Alsua 55' |       | 31' Recep Adanır | Estadio Chamartín, Madrid Toeschouwers: 110.000 Scheidsrechter: Raymond Vincenti (FRA) |

|                                                                         |                   |       |        |                                                                                       |
| 14 maart WK 1954 kwalificatie № 50 «onderlinge duels» 15:00 uur (UTC+2) | Turkije           | 1 – 0 | Spanje | Mithatpaşastadion, Istanbul Toeschouwers: 25.449 Scheidsrechter: Emil Schmetzer (FRG) |
| 14 maart WK 1954 kwalificatie № 50 «onderlinge duels» 15:00 uur (UTC+2) | Burhan Sargın 14' |       |        | Mithatpaşastadion, Istanbul Toeschouwers: 25.449 Scheidsrechter: Emil Schmetzer (FRG) |

|                                                                         |                                       |       |                                      |                                                                                   |
| 17 maart WK 1954 kwalificatie № 51 «onderlinge duels» 15:30 uur (UTC+1) | Spanje                                | 2 – 2 | Turkije                              | Stadio Olimpico, Rome Toeschouwers: 60.000 Scheidsrechter: Giorgio Bernardi (ITA) |
| 17 maart WK 1954 kwalificatie № 51 «onderlinge duels» 15:30 uur (UTC+1) | Burhan Sargın 38' Adrián Escudero 78' |       | 11' José Luis Artetxe 63' Suat Mamat | Stadio Olimpico, Rome Toeschouwers: 60.000 Scheidsrechter: Giorgio Bernardi (ITA) |

| Wereldkampioenschap voetbal 1954 |
| -------------------------------- |

|                                                                   |                                                                    |       |               |                                                                                |
| 17 juni WK 1954 Groep B № 52 «onderlinge duels» 18:00 uur (UTC+1) | West-Duitsland                                                     | 4 – 1 | Turkije       | Wankdorf, Bern Toeschouwers: 28.000 Scheidsrechter: José Vieira da Costa (POR) |
| 17 juni WK 1954 Groep B № 52 «onderlinge duels» 18:00 uur (UTC+1) | Hans Schäfer 14' Berni Klodt 51' Ottmar Walter 60' Max Morlock 83' |       | 3' Suat Mamat | Wankdorf, Bern Toeschouwers: 28.000 Scheidsrechter: José Vieira da Costa (POR) |

|                                                                   |                                                                                            |       |            |                                                                                    |
| 20 juni WK 1954 Groep B № 53 «onderlinge duels» 17:00 uur (UTC+1) | Turkije                                                                                    | 7 – 0 | Zuid-Korea | Charmilles Stadium, Genève Toeschouwers: 17.000 Scheidsrechter: István Zsolt (HUN) |
| 20 juni WK 1954 Groep B № 53 «onderlinge duels» 17:00 uur (UTC+1) | Suat Mamat 10', 30' Lefter Küçükandonyadis 24' Burhan Sargun 37', 64', 70' Erol Keskin 76' |       |            | Charmilles Stadium, Genève Toeschouwers: 17.000 Scheidsrechter: István Zsolt (HUN) |

|                                                                    |                                                                                   |       |                                              |                                                                              |
| 23 juni WK 1954 Play-off № 54 «onderlinge duels» 18:00 uur (UTC+1) | West-Duitsland                                                                    | 7 – 2 | Turkije                                      | Hardturm, Zürich Toeschouwers: 17.000 Scheidsrechter: Raymond Vincenti (FRA) |
| 23 juni WK 1954 Play-off № 54 «onderlinge duels» 18:00 uur (UTC+1) | Ottmar Walter 7' Hans Schäfer 12', 79' Max Morlock 30', 60', 77' Fritz Walter 62' |       | 21' Mustafa Ertan 82' Lefter Küçükandonyadis | Hardturm, Zürich Toeschouwers: 17.000 Scheidsrechter: Raymond Vincenti (FRA) |

|  |  |  |  |  |  |  |  |  |

|                                                                        |                                                                   |       |                   |                                                                                      |
| 17 oktober Vriendschappelijk № 55 «onderlinge duels» 16:00 uur (UTC+1) | Joegoslavië                                                       | 5 – 1 | Turkije           | Koševostadion, Sarajevo Toeschouwers: 36.000 Scheidsrechter: Friedrich Seipelt (AUT) |
| 17 oktober Vriendschappelijk № 55 «onderlinge duels» 16:00 uur (UTC+1) | Stjepan Bobek 40', 41', 71' Ilijas Pašić 47' Predrag Marković 78' |       | 81' Burhan Sargın | Koševostadion, Sarajevo Toeschouwers: 36.000 Scheidsrechter: Friedrich Seipelt (AUT) |

### 1955
|                                                                     |         |       |           |                                                                                     |
| 3 april Vriendschappelijk № 56 «onderlinge duels» 15:30 uur (UTC+2) | Turkije | 0 – 0 | Frankrijk | Mithatpaşastadion, Istanbul Toeschouwers: 24.237 Scheidsrechter: Cesare Jonni (ITA) |
| 3 april Vriendschappelijk № 56 «onderlinge duels» 15:30 uur (UTC+2) |         |       |           | Mithatpaşastadion, Istanbul Toeschouwers: 24.237 Scheidsrechter: Cesare Jonni (ITA) |

|                                                                             |        |       |                            |                                                                                    |
| 26 juni Mediterranean Cup 1953/57 № 57 «onderlinge duels» 17:00 uur (UTC+1) | Italië | 1 – 1 | Turkije                    | Stadio Littorio, Triëst Toeschouwers: 37.000 Scheidsrechter: Armand Merlotti (SUI) |
| 26 juni Mediterranean Cup 1953/57 № 57 «onderlinge duels» 17:00 uur (UTC+1) | ?      |       | 78' Lefter Küçükandonyadis | Stadio Littorio, Triëst Toeschouwers: 37.000 Scheidsrechter: Armand Merlotti (SUI) |

|                                                                         |                                                            |       |                   |                                                                                        |
| 18 december Vriendschappelijk № 58 «onderlinge duels» 14:00 uur (UTC+2) | Turkije                                                    | 3 – 1 | Portugal          | Mithatpaşastadion, Istanbul Toeschouwers: 22.313 Scheidsrechter: Veljko Romčević (YUG) |
| 18 december Vriendschappelijk № 58 «onderlinge duels» 14:00 uur (UTC+2) | Lefter Küçükandonyadis 51' Metin Oktay 57' Nazmi Bilge 72' |       | 38' Hernâni Silva | Mithatpaşastadion, Istanbul Toeschouwers: 22.313 Scheidsrechter: Veljko Romčević (YUG) |

|                                                                                 |           |       |                 |                                                                                          |
| 25 december Mediterranean Cup 1953/57 № 59 «onderlinge duels» 14:30 uur (UTC+1) | Frankrijk | 3 – 1 | Turkije         | Parc des Princes, Parijs Toeschouwers: 20.000 Scheidsrechter: Manuel Asensi Martín (ESP) |
| 25 december Mediterranean Cup 1953/57 № 59 «onderlinge duels» 14:30 uur (UTC+1) | ?         |       | 65' Metin Oktay | Parc des Princes, Parijs Toeschouwers: 20.000 Scheidsrechter: Manuel Asensi Martín (ESP) |

### 1956
|                                                                         |                                                       |       |                   |                                                                                        |
| 19 februari Vriendschappelijk № 60 «onderlinge duels» 14:30 uur (UTC+2) | Turkije                                               | 3 – 1 | Hongarije         | Mithatpaşastadion, Istanbul Toeschouwers: 28.241 Scheidsrechter: Vasa Stefanović (YUG) |
| 19 februari Vriendschappelijk № 60 «onderlinge duels» 14:30 uur (UTC+2) | Lefter Küçükandonyadis 6', 38' (pen.) Metin Oktay 46' |       | 81' Ferenc Puskás | Mithatpaşastadion, Istanbul Toeschouwers: 28.241 Scheidsrechter: Vasa Stefanović (YUG) |

|                                                                    |                                     |       |                        |                                                                                  |
| 25 maart Vriendschappelijk № 61 «onderlinge duels» 15:30 uur (UTC) | Portugal                            | 3 – 1 | Turkije                | Estádio Nacional, Oeiras Toeschouwers: 50.000 Scheidsrechter: Albert Dusch (FRG) |
| 25 maart Vriendschappelijk № 61 «onderlinge duels» 15:30 uur (UTC) | Manuel Vasques 33', 47' Matateu 79' |       | 89' İsfendiyar Açıksöz | Estádio Nacional, Oeiras Toeschouwers: 50.000 Scheidsrechter: Albert Dusch (FRG) |

|                                                                   |         |               |          |                                                                                          |
| 1 mei Vriendschappelijk № 62 «onderlinge duels» 16:30 uur (UTC+2) | Turkije | 0 – 1         | Brazilië | Mithatpaşastadion, Istanbul Toeschouwers: 26.730 Scheidsrechter: Armando Marchetti (ITA) |
| 1 mei Vriendschappelijk № 62 «onderlinge duels» 16:30 uur (UTC+2) |         | Djalma Santos |          | Mithatpaşastadion, Istanbul Toeschouwers: 26.730 Scheidsrechter: Armando Marchetti (ITA) |

|                                                                         |                |       |                |                                                                                       |
| 16 november Vriendschappelijk № 63 «onderlinge duels» 14:00 uur (UTC+2) | Turkije        | 1 – 1 | Polen          | Dolmabahçestadion, Istanbul Toeschouwers: 26.353 Scheidsrechter: Gustav Jiranek (AUT) |
| 16 november Vriendschappelijk № 63 «onderlinge duels» 14:00 uur (UTC+2) | Metin Oktay 8' |       | 2' Ernest Pohl | Dolmabahçestadion, Istanbul Toeschouwers: 26.353 Scheidsrechter: Gustav Jiranek (AUT) |

|                                                                         |                   |       |                  |                                                                                             |
| 25 november Vriendschappelijk № 64 «onderlinge duels» 14:00 uur (UTC+1) | Tsjecho-Slowakije | 1 – 1 | Turkije          | Stadion Československé Armády, Praag Toeschouwers: 30.000 Scheidsrechter: Fritz Mayer (AUT) |
| 25 november Vriendschappelijk № 64 «onderlinge duels» 14:00 uur (UTC+1) | Jiří Feureisl 46' |       | 43' Ergun Öztuna | Stadion Československé Armády, Praag Toeschouwers: 30.000 Scheidsrechter: Fritz Mayer (AUT) |

### 1957
|                                                   |        |                                                                |         |                                                                                   |
| 5 april Vriendschappelijk № 65 «onderlinge duels» | Egypte | 0 – 4                                                          | Turkije | Zamalekstadion, Caïro Toeschouwers: 20.000 Scheidsrechter: Giulio Campanati (ITA) |
| 5 april Vriendschappelijk № 65 «onderlinge duels» |        | 3', 41' (pen.), 65' Lefter Küçükandonyadis 72' Hilmi Kiremitçi |         | Zamalekstadion, Caïro Toeschouwers: 20.000 Scheidsrechter: Giulio Campanati (ITA) |

|                                                                    |       |                    |         |                                                                                           |
| 19 mei Vriendschappelijk № 66 «onderlinge duels» 17:00 uur (UTC+1) | Polen | 0 – 1              | Turkije | Stadion Dziesięciolecia, Warschau Toeschouwers: 60.000 Scheidsrechter: Alfred Grill (AUT) |
| 19 mei Vriendschappelijk № 66 «onderlinge duels» 17:00 uur (UTC+1) |       | 42' Mehmet Ali Has |         | Stadion Dziesięciolecia, Warschau Toeschouwers: 60.000 Scheidsrechter: Alfred Grill (AUT) |

|                                                                        |                                      |       |         |                                                                                               |
| 6 november Vriendschappelijk № 67 «onderlinge duels» 16:00 uur (UTC+1) | Spanje                               | 3 – 0 | Turkije | Estadio Santiago Bernabéu, Madrid Toeschouwers: 23.578 Scheidsrechter: Francisco Guerra (POR) |
| 6 november Vriendschappelijk № 67 «onderlinge duels» 16:00 uur (UTC+1) | Ladislao Kubala 18', 38' (pen.), 80' |       |         | Estadio Santiago Bernabéu, Madrid Toeschouwers: 23.578 Scheidsrechter: Francisco Guerra (POR) |

|                                                                        |               |       |                |                                                                                          |
| 8 december Vriendschappelijk № 68 «onderlinge duels» 16:00 uur (UTC+2) | Turkije       | 1 – 1 | België         | Ankara 19 Mayısstadion, Ankara Toeschouwers: 38.569 Scheidsrechter: Riccardo Pieri (ITA) |
| 8 december Vriendschappelijk № 68 «onderlinge duels» 16:00 uur (UTC+2) | Can Bartu 12' |       | 46' Jef Jurion | Ankara 19 Mayısstadion, Ankara Toeschouwers: 38.569 Scheidsrechter: Riccardo Pieri (ITA) |

### 1958
|                                                                   |                        |       |                      |                                                                                   |
| 4 mei Vriendschappelijk № 69 «onderlinge duels» 14:30 uur (UTC+1) | Nederland              | 1 – 2 | Turkije              | Olympisch Stadion, Amsterdam Toeschouwers: 60.000 Scheidsrechter: Reg Leafe (ENG) |
| 4 mei Vriendschappelijk № 69 «onderlinge duels» 14:30 uur (UTC+1) | Faas Wilkes 37' (pen.) |       | 56', 57' Metin Oktay | Olympisch Stadion, Amsterdam Toeschouwers: 60.000 Scheidsrechter: Reg Leafe (ENG) |

|                                                                        |                  |       |                 |                                                                                   |
| 26 oktober Vriendschappelijk № 70 «onderlinge duels» 15:00 uur (UTC+1) | België           | 1 – 1 | Turkije         | Heizelstadion, Brussel Toeschouwers: 28.703 Scheidsrechter: Pierre Schwinte (FRA) |
| 26 oktober Vriendschappelijk № 70 «onderlinge duels» 15:00 uur (UTC+1) | André Piters 58' |       | 80' Metin Oktay | Heizelstadion, Brussel Toeschouwers: 28.703 Scheidsrechter: Pierre Schwinte (FRA) |

|                                                                           |                                                                    |       |         |                                                                                            |
| 2 november EK 1960 kwalificatie № 71 «onderlinge duels» 14:45 uur (UTC+2) | Roemenië                                                           | 3 – 0 | Turkije | Stadionul 23 August, Boekarest Toeschouwers: 67.200 Scheidsrechter: Gottfried Dienst (SUI) |
| 2 november EK 1960 kwalificatie № 71 «onderlinge duels» 14:45 uur (UTC+2) | Nicolae Oaida 62' Gheorghe Constantin 77' Constantin Dinulescu 81' |       |         | Stadionul 23 August, Boekarest Toeschouwers: 67.200 Scheidsrechter: Gottfried Dienst (SUI) |

|                                                                        |         |       |           |                                                                                       |
| 7 december Vriendschappelijk № 72 «onderlinge duels» 14:00 uur (UTC+2) | Turkije | 0 – 0 | Bulgarije | Ankara 19 Mayısstadion, Ankara Toeschouwers: 31.917 Scheidsrechter: Josef Stoll (AUT) |
| 7 december Vriendschappelijk № 72 «onderlinge duels» 14:00 uur (UTC+2) |         |       |           | Ankara 19 Mayısstadion, Ankara Toeschouwers: 31.917 Scheidsrechter: Josef Stoll (AUT) |

|                                                                         |               |       |                   |                                                                                        |
| 18 december Vriendschappelijk № 73 «onderlinge duels» 14:00 uur (UTC+2) | Turkije       | 1 – 0 | Tsjecho-Slowakije | Mithatpaşa Stadyumu, Istanbul Toeschouwers: 26.853 Scheidsrechter: Erich Steiner (AUT) |
| 18 december Vriendschappelijk № 73 «onderlinge duels» 14:00 uur (UTC+2) | Şeref Has 77' |       |                   | Mithatpaşa Stadyumu, Istanbul Toeschouwers: 26.853 Scheidsrechter: Erich Steiner (AUT) |

### 1959
|                                                                         |                                       |       |          |                                                                                            |
| 26 april EK 1960 kwalificatie № 74 «onderlinge duels» 16:00 uur (UTC+2) | Turkije                               | 2 – 0 | Roemenië | Mithatpaşa Stadyumu, Istanbul Toeschouwers: 23.567 Scheidsrechter: Borge Nedelkovski (YUG) |
| 26 april EK 1960 kwalificatie № 74 «onderlinge duels» 16:00 uur (UTC+2) | Lefter Küçükandonyadis 13' (pen.) 54' |       |          | Mithatpaşa Stadyumu, Istanbul Toeschouwers: 23.567 Scheidsrechter: Borge Nedelkovski (YUG) |

|                                                                    |         |       |           |                                                                                          |
| 10 mei Vriendschappelijk № 75 «onderlinge duels» 16:00 uur (UTC+2) | Turkije | 0 – 0 | Nederland | Mithatpaşastadion, Istanbul Toeschouwers: 28.467 Scheidsrechter: Concetto Lo Bello (ITA) |
| 10 mei Vriendschappelijk № 75 «onderlinge duels» 16:00 uur (UTC+2) |         |       |           | Mithatpaşastadion, Istanbul Toeschouwers: 28.467 Scheidsrechter: Concetto Lo Bello (ITA) |

UEFA: Albanië · België · Bulgarije · Denemarken · West-Duitsland · Duitse Democratische Republiek · Engeland · Finland · Frankrijk · Griekenland · Hongarije · Ierland · IJsland · Italië · Joegoslavië · Kroatië · Luxemburg · Malta · Nederland · Noord-Ierland · Noorwegen · Oostenrijk · Polen · Portugal · Roemenië · Saarland · Schotland · Sovjet-Unie · Spanje · Tsjecho-Slowakije · Turkije · Wales · Zweden · Zwitserland

AFC: Israël
TFF · A-internationals · Selecties · Bondscoaches · Turks vrouwenelftal · Olympisch elftal · Turkije U21 · Turkije U20 · Turkije U19 · Turkije U18 · Turkije U17 · Turkije U16
1923 – 1929 · 
1930 – 1939 · 
1940 – 1949 · 
1950 – 1959 · 
1960 – 1969 · 
1970 – 1979 · 
1980 – 1989 · 
1990 – 1999 · 
2000 – 2009 · 
2010 – 2019 ·
2020 − 2029
EK 1996 · 
EK 2000 · 
EK 2008 · 
EK 2016 ·
EK 2020 ·
EK 2024 · WK 1954 · WK 2002 · OS 1924 · 
OS 1928 · 
OS 1936 · 
OS 1948 · 
OS 1952 · 
OS 1960
1923 · 
1924 · 
1925 · 
1926 · 
1927 · 
1928 · 
1929 · 1930 · 
1931 · 
1932 · 
1933 · 1934 · 1935 · 
1936 · 
1937 · 
1938 · 1939 · 1940 · 1941 · 1942 · 1943 · 1944 · 1945 · 1946 · 1947 · 
1948 · 
1949 · 
1950 · 
1952 · 
1952 · 
1953 · 
1954 · 
1955 · 
1956 · 
1957 · 
1958 · 
1959 · 
1960 · 
1961 · 
1962 · 
1963 · 
1964 · 
1965 · 
1966 · 
1967 · 
1968 · 
1969 · 
1970 · 
1971 · 
1972 · 
1973 · 
1974 · 
1975 · 
1976 · 
1977 · 
1978 · 
1979 · 
1980 · 
1981 · 
1982 · 
1983 · 
1984 · 
1985 · 
1986 · 
1987 · 
1988 · 
1989 · 
1990 · 
1991 · 
1992 · 
1993 · 
1994 · 
1995 · 
1996 · 
1997 · 
1998 · 
1999 · 
2000 · 
2001 · 
2002 · 
2003 · 
2004 · 
2005 · 
2006 · 
2007 · 
2008 · 
2009 · 
2010 · 
2011 · 
2012 · 
2013 · 
2014 · 
2015 ·
2016 ·
2017 ·
2018 ·
2019 ·
2020 ·
2021 ·
2022 ·
2023 ·
2024
Albanië ·
Algerije ·
Andorra ·
Angola ·
Armenië ·
Australië ·
Azerbeidzjan ·
België ·
Bosnië en Herzegovina ·
Brazilië ·
Bulgarije ·
Canada ·
Chili ·
China ·
Colombia ·
Costa Rica ·
DDR ·
Denemarken ·
Duitsland ·
Ecuador ·
Egypte ·
Engeland ·
Estland ·
Ethiopië ·
Faeröer ·
Finland ·
Frankrijk ·
Georgië ·
Ghana ·
Gibraltar ·
Griekenland ·
Guinee ·
Honduras ·
Hongarije ·
Ierland ·
IJsland ·
Irak ·
Iran ·
Israël ·
Italië ·
Ivoorkust ·
Japan ·
Joegoslavië ·
Kameroen ·
Kazachstan ·
Kosovo ·
Kroatië ·
Letland ·
Libanon ·
Libië ·
Liechtenstein ·
Litouwen ·
Luxemburg ·
Maleisië ·
Malta ·
Mexico ·
Moldavië ·
Montenegro · 
Nederland ·
Nieuw-Zeeland ·
Noord-Ierland ·
Noord-Macedonië ·
Noorwegen ·
Oekraïne ·
Oezbekistan ·
Oostenrijk ·
Pakistan ·
Paraguay ·
Polen ·
Portugal ·
Qatar · 
Roemenië ·
Rusland ·
San Marino ·
Saoedi-Arabië ·
Schotland ·
Senegal ·
Servië ·
Slovenië · 
Slowakije ·
Sovjet-Unie ·
Spanje ·
Syrië ·
Tsjechië ·
Tsjecho-Slowakije ·
Tunesië ·
Uruguay ·
Verenigde Staten ·
Wales ·
Wit-Rusland ·
Zuid-Afrika ·
Zuid-Korea ·
Zweden ·
Zwitserland
Brazilië (2002, 1) · 
Costa Rica (2002) · 
Duitsland (2008) · 
Italië (2021) · 
Kroatië (2008) · 
Kroatië (2016) · 
Portugal (2008) · 
Spanje (2016) · 
Tsjechië (2008) · 
Wales (2021) · 
Zwitserland (2008) · 
Zwitserland (2021)